# 아에로 캐리비안
아에로케리비안(영어: Aero Caribbean)은 쿠바의 항공사로 호세 마르티 국제공항과 안토니오 마세오 공항이 허브 공항으로 주로 쿠바 국내선 노선을 운항하고 있다. 1982년에 쿠바 항공을 보완하고 국내 및 지역 전세편을 제공하기 위해 쿠바 정부에 의해 프레사 아에로로 설립되었다.

## 보유 기종

### 현재 사용하는 기종
- 2012년 5월 기준으로 아에로케리비안은 다음과 같은 기종을 보유하고 있으며 평균 기령은 22.3년이다.[1]

## 사건 및 사고
- 아에로케리비안 883편 추락 사고